# 瑞恩·格里菲斯
賴恩·艾倫·格菲斯（Ryan Alan Griffiths，1981年8月21日—），生於澳洲悉尼，澳洲足球運動員，司職前鋒，前澳洲國家隊成員於2006至08年間代表澳洲8場並取得1個國際賽入球，現時效力國家超級聯賽球會蘭布頓雅法。

## 球會生涯
賴恩格菲斯生於澳洲悉尼，在亞洲球壇甚具名氣，最出名是他們一家三兄弟都是澳洲國腳，由於父親是足球教練，他5歲學踢波，與孖生哥哥祖爾和亞當一起走上職業足球員之路，由於賴恩格菲斯跟着兩位哥哥踢波，他自小要和年紀比他大的球員較量，因此他進步很快，16歲入選國家青年軍，然後獲徵召參加雅典奧運，其後亦順理成章進身大國腳。賴恩職業生涯早年在羅馬尼亞聯賽度過，然後轉戰中國，2007年，賴恩格菲斯被布格勒斯特迅速外借到中國球隊遼寧宏運。在2008年賽季結束後，遼寧宏運從中超降班。在2009年，賴恩格菲斯再被外借到另一支中國球隊北京國安，翌年永久轉會北京國安。在中超勁旅北京國安兩個球季，2009年奪得中超冠軍及翌年領軍征戰亞冠盃是他足球生涯黃金歲月，之後一季選擇重投澳職。
2011年1月，賴恩格菲斯選擇重投澳職加盟紐卡素噴氣機，原因是為了寶貝兒子，由於兒子在2010年出世，當時要賴恩格菲斯為北京國安比賽，錯過了見證兒子出生的重要時刻，其後賴恩格菲斯返回澳職照顧家人，很幸運地於一年後可以親眼看着女兒出世。在2013年，賴恩格菲斯重返中國加盟中甲球隊北京八喜。賴恩先後踢過遼寧宏運、北京國安及北京八喜，期間學會講幾句普通話，「你好嗎」、「謝謝你」，雖然發音並非太正統，但至少聽得明。2014年，賴恩格菲斯加盟馬超球會砂拉越，發展不錯。季尾，適逢南華招手及與砂拉越的合約剛屆滿，在為家人着想的大前題下，賴恩格菲斯決定來港一闖，由於而在2010年効力中超球隊北京國安及中甲球隊北京八喜(2013年)期間，曾多次來港，故對香港這個國際都市十分嚮往，加上其曾効力南華的好友麥比連也支持他來港發展，故決定一試。
2016年1月，賴恩格菲斯正式加盟香港超級聯賽球隊南華效力，簽約1年半。賴恩表示當初收到南華邀請，在問過曾效力香港球隊戴倫麥阿里士打及麥比連意見後，便很快答允來港發展。賴恩加盟時即遇上球隊低潮，連戰失利教練離隊，他表示：「我上季在馬來西亞砂拉越就有相同遭遇，球隊連場敗北最終教練烏紗不保，我想說的是任何球隊都有高低潮，作為球員，當球隊低潮時更加要保持努力積極態度，砂拉越最後都能度過難關，相信南華一樣可以。」2016年1月22日，南華以3–1擊敗夢想駿其，65分鐘，賴恩格菲斯接應右路傳中於遠柱伸盡雙腳後剷入，為南華埋齋至3–1，也取得了加盟南華後的首個入球。
2017年1月27日，澳洲傳媒報道，賴恩格菲斯即將轉投西悉尼流浪者（WSW），報道指出，由於西悉尼流浪者極需要前鋒，早前幾位目標，包括羅比堅尼和貝碧托夫等都未能成功收購，現時目標改為賴恩格菲斯，並希望這位前澳洲國腳可立即加盟。南華已經與格菲斯的經理人商討，三方亦已達成協議。同日下午1:05分，南華碓認格菲斯重返澳職，將有機會出戰亞冠盃。同日，南華宣布賴恩格菲斯獲澳職球會西悉尼流浪者垂青，向南華申請提前解約，今早南華管理層商議後，決定成人之美，讓他自由轉會。賴恩格菲斯効力南華一年多，上陣30場攻入11球，表現優異。球會方面感謝賴恩格菲斯為球隊作出的貢獻，祝願他將來有更佳的發展。

## 國家隊生涯
賴恩·格菲斯曾替澳洲上陣5次。第一場國際賽在2006年9月6日在亞洲盃外圍賽對科威特，因阿默特艾列治在30分鐘傷出而後備上陣，上午陣後他更獲得一個黃金機會，但他在短距離意外射失，最終球隊以兩球落敗。第二次替球隊上陣是在2006年11月友賽對加納在最後15分鐘後備登場。第三次是在友賽輸給丹麥1–3後備上陣，入替後更對球隊起了重要作用。第四次是在2007年1月友賽對烏拉圭55分鐘後備登場,最終球隊以1–2落敗。當前最後一場替澳洲上陣是在2008年對一場友賽新加坡，一如以往以後補身份上陣，結果互交白券。

## 個人生活
格菲斯有兩個孖生哥哥祖爾和亞當，他們一家三兄弟都是澳洲國腳，也在國家隊上陣過數次，其中喬爾曾與他一起在中國球隊北京國安效力，亞當則在2010年6月簽約另一支中國球隊杭州綠城一年。格菲斯家族一門三傑，亞當於澳洲乙組比賽；祖爾則退役從商，從事按揭業務；至於賴恩亦有自己理想，原來他閒來喜歡研究股票，集中在澳洲股市，加盟南華令他有興趣兼顧香港市場，退役後將會轉型做投資顧問。賴恩表示：「我已考取相關文憑，並即將領取牌照，可以在澳洲執業幫股民投資，我所開設的網頁並非教人踢波，而是教人買股票。」對於香港這個國際金融中心，賴恩坦言很有興趣：「香港股市的最大優點是稅務優惠，我會考慮在此開辦業務。」賴恩現時與妻子及一對兒女在港生活，既是足球世家，其子女都很好動活躍，他說：「子女們都喜歡跑跑跳跳，有時會來球場踢波，不過他們也喜歡繪畫，至於會否成為足球員，看將來發展吧。」

## 職業生涯數據 (香港)
最後更新：2017年1月18日
| 球會表現     | 球會表現     | 聯賽         | 港超聯 | 港超聯 | 季後附加賽 | 季後附加賽 | 高級組銀牌 | 高級組銀牌 | 聯賽盃 | 聯賽盃 | 足總盃 | 足總盃 | 菁英盃 | 菁英盃 | 亞協盃 | 亞協盃 | 總計 | 總計 |
| 球會表現     | 球會表現     | 聯賽         | 上陣   | 入球   | 上陣       | 入球       | 上陣       | 入球       | 上陣   | 入球   | 上陣   | 入球   | 上陣   | 入球   | 上陣   | 入球   | 上陣 | 入球 |
| ------------ | ------------ | ------------ | ------ | ------ | ---------- | ---------- | ---------- | ---------- | ------ | ------ | ------ | ------ | ------ | ------ | ------ | ------ | ---- | ---- |
| 2015－16     | 南華         | 港超聯       | 8      | 4      | 1          | 1          | 0          | 0          | 3      | 1      | 0      | 0      | 3      | 2      | 6      | 3      | 21   | 11   |
| 2016－17     | 南華         | 港超聯       | 6      | 0      | 0          | 0          | 1          | 0          | N/A    | N/A    | 0      | 0      | 0      | 0      | 2      | 0      | 9    | 0    |
| 總計（南華） | 總計（南華） | 總計（南華） | 14     | 4      | 1          | 1          | 1          | 0          | 3      | 1      | 0      | 0      | 3      | 2      | 8      | 3      | 30   | 11   |

## 外部連結
- 瑞恩·格里菲斯的新浪微博
- 香港足球總會網頁球員註冊資料 （页面存档备份，存于）